# Macdunnoughia rhopalosema
Macdunnoughia rhopalosema är en fjärilsart som beskrevs av George Francis Hampson 1913. Macdunnoughia rhopalosema ingår i släktet Macdunnoughia och familjen nattflyn. Inga underarter finns listade i Catalogue of Life.